# لاسلو کلینهیسلر
لاسلو کلینهیسلر (انگلیسی: László Kleinheisler؛ زادهٔ ۸ آوریل ۱۹۹۴) بازیکن فوتبال اهل مجارستان است.
از باشگاه‌هایی که در آن بازی کرده‌است می‌توان به باشگاه ورزشی وردر برمن، باشگاه فوتبال مول فهروار، و باشگاه فوتبال پوشکاش آکادمیا اشاره کرد.
وی همچنین در تیم‌های ملی فوتبال زیر ۲۱ سال مجارستان و مجارستان بازی کرده‌است.